# Herre, se din unga skara
Herre, se din unga skara är en psalm för söndagsskolan som är skriven av en okänd författare. Musiken är skriven av Anders Gustaf Lindqvist.

## Publicerad i
- Lilla Psalmisten som nummer 5 under rubriken "Inledningssånger"
- Svensk söndagsskolsångbok 1929 som nummer 10 under rubriken "Inlednings- och samlingssånger"